# 미나미아소 철도 다카모리선
다카모리 선(일본어: 高森線)은 일본 구마모토현 아소군 미나미아소촌 다테노역과 구마모토 현 아소 군 다카모리 정 다카모리 역을 연결하는 총 연장 17.7km의 미나미아소 철도의 노선이다.

## 사용 차량
- MT-2000형 동차
- MT-3000형 동차
- MT-3010형 동차

## 역 목록
- 전 구간 구마모토현 아소군에 위치한다.
- † : 구마모토 지진으로 인해 영업 중지된 역.

| 다테노†                                    | 立野                          | n/a | 0.0  | 규슈 여객철도 호히 본선 | 미나미아소촌 |
| 조요†                                      | 長陽                          | 4.7 | 4.7  |                         | 미나미아소촌 |
| 가세†                                      | 加勢                          | 1.0 | 5.7  |                         | 미나미아소촌 |
| 아소시모다조 후레아이온센†                 | 阿蘇下田城 ふれあい温泉       | 1.5 | 7.2  |                         | 미나미아소촌 |
| 미나미아소미즈노우마레루사토 하쿠스이코겐† | 南阿蘇水の生まれる里 白水高原 | 1.9 | 9.1  |                         | 미나미아소촌 |
| 나카마쓰                                   | 中松                          | 1.4 | 10.5 |                         | 미나미아소촌 |
| 아소시라카와                               | 阿蘇白川                      | 3.0 | 13.5 |                         | 미나미아소촌 |
| 미나미아소 시라카와스이겐                  | 南阿蘇白川水源                | 0.8 | 14.3 |                         | 미나미아소촌 |
| 미하라시다이                               | 見晴台                        | 1.8 | 16.1 |                         | 미나미아소촌 |
| 다카모리                                   | 高森                          | 1.6 | 17.7 | 다카모리 정             |              |

## 같이 보기
- 일본의 철도 회사 목록